# Forbidden Rose
Forbidden Rose (с англ. — «Запретная роза») — второй аромат от канадской исполнительницы и автора песен Аврил Лавин, вышедший в августе 2010 года.

## Производство
Аромат создавался в течение двух лет, включая разработку самих духов, дизайн упаковки и стратегию рекламной кампании.
Как и предыдущие духи Аврил Лавин Black Star, Forbidden Rose идет вместе с кольцом, надетым на горлышко флакона.
Аромат можно охарактеризовать как фруктовый цветочный.
Forbidden Rose состоит из следующих парфюмерных нот:
- Верхние ноты: персик, красное яблоко и перец.
- Ноты сердца: лотос, гелиотроп и зеленое яблоко.
- Базовые ноты: сандаловое дерево, ваниль и тёмный шоколад[1][4][5].

Линия продукции Forbidden Rose включает в себя духи (EDP), лосьон для тела и гель для душа.

## Рекламная кампания

### Рекламный ролик
Я хотела создать аромат, который перенесёт уникальные черты моих предыдущих духов на новую эмоциональную глубину, добавив ему тайну и немного магии.
Рекламный ролик для Forbidden Rose снимался в Санта-Барбаре, штат Калифорния, США. Действие происходит в саду в готическом антураже. В этом саду Аврил Лавин находит флакон Forbidden Rose, спрятанный среди шипов терновника; певица берет его и бросает в камеру.

### Слоган
Слоган рекламной кампании Forbidden Rose — «Dare to Discover» (с англ. — «Отважься открыть»). Аврил Лавин заявила в интервью, что девиз продолжает смысловой посыл предыдущего аромата Black Star, девиз которого «follow your dreams» (с англ. — «Следуй за своими мечтами»).

## Критические отзывы
Fragrantica охарактеризовала запах как «таинственный и магический». Сайт CelebrityClothingLine.com назвал его более изысканным по сравнению с Black Star. Now Smell This описал Forbidden Rose как «осторожный запах, не переходящий грани». IzeStuff.com писал, что «с его чертами фантазии и бесстрашия, Forbidden Rose рождается, как сказка».

## Награды и номинации
В 2011 году аромат Forbidden Rose был номинирован на FiFi Awards — ежегодную премию, вручаемая организацией The Fragrance Foundation за достижения в области парфюмерии, считающуюся своеобразным парфюмерным аналогом Оскара.
| Год  | Результат | Продукт        | Номинация                               |
| ---- | --------- | -------------- | --------------------------------------- |
| 2011 | Номинация | Forbidden Rose | Аромат года — Женский популярный аромат |
| 2011 | Номинация | Forbidden Rose | Женский популярный аромат — упаковка    |